# 綠鰭海豬魚
綠鰭海豬魚（学名：Halichoeres chloropterus），又名黑青汕冷、綠鰭儒艮鯛、白雪儒艮鯛，为輻鰭魚綱鱸形目隆頭魚亞目隆頭魚科海豬魚屬下的一个种，分布於中西太平洋區，從菲律賓至大堡礁海域，棲息深度0-10公尺，體長可達19公分，棲息在水淺的、有遮蔽的珊瑚礁或碎石區，屬肉食性，以甲殼類、海膽、軟體動物為食，可作為觀賞魚及食用魚。